# 新座站 (新潟縣)
新座站（日语：／ Shinza eki */?）位於新潟縣十日町市新座甲，是北越急行北北線的車站。
只有普通列車停車。

## 車站構造
- 擁有1面1線的無人車站。
- 車站由候車室構成，設置有售票機與廁所。
- 設站時備有紀念章。

## 車站周邊
- 十日町市立東小學
- 十日町市立十日町中學
- 小嶋屋工廠

## 歷史
- 1997年3月22日　北北線通車時設立。

## 鄰近車站
北越急行
美佐島 - 新座 - 十日町

## 外部連結
- （日語）新座車站（北越急行）